# 알시브 클럽
알시브 클럽(아랍어: نادي السيب, 영어: Al-Seeb Club)는 오만의 축구 클럽으로, 시브를 연고로 하고 있다. 현재 오만의 최상위 리그인 오만 프로리그에 참가하고 있다. 2022년에는 오만 프로리그, 술탄 카부스컵, AFC컵에서 우승하며 트레블을 달성하였다.

## 우승 경력
- 오만 프로리그

● 우승 (4): 2019-20, 2021-22, 2023-24, 2024-25
● 준우승 (1): 1994-95
- 술탄 카부스컵

● 우승 (4): 1996, 1997, 1998, 2022
● 준우승 (3): 2003, 2005, 2023
- 오만 프로페셔널 리그컵

● 우승 (2): 2007, 2023
● 준우승 (1): 2013
- 오만 슈퍼컵

● 우승 (3): 2020, 2022, 2023
● 준우승 (2): 1999, 2004
- AFC 챔피언스리그 투

● 우승 (1): 2022

## 선수 명단

### 현역
참고: FIFA 자격 규정에 따라 소속된 국가대표팀 국기를 표시합니다. 선수는 복수의 FIFA 비회원국 국적을 가지고 있을 수 있습니다.
| 번호 | 포지션 | 국적 | 이름             |
| ---- | ------ | ---- | ---------------- |
| 17   | DF     | 오만 | 알리 알-부사이디 |
| 27   | MF     | 오만 | 에이드 알 파르시 |

| 번호 | 포지션 | 국적   | 이름        |
| ---- | ------ | ------ | ----------- |
| 78   | FW     | 카메룬 | 윌리엄 마탐 |